# Đồng usnate
Đồng usnate là muối đồng của axit usnic. Nó đã được sử dụng như một chất kháng vi sinh vật.